# Contea di Brunswick (Virginia)
La contea di Brunswick (in inglese Brunswick County) è una contea dello Stato della Virginia, negli Stati Uniti. La popolazione al censimento del 2000 era di 18 419 abitanti. Il capoluogo di contea è Lawrenceville.